# بان ليانغ

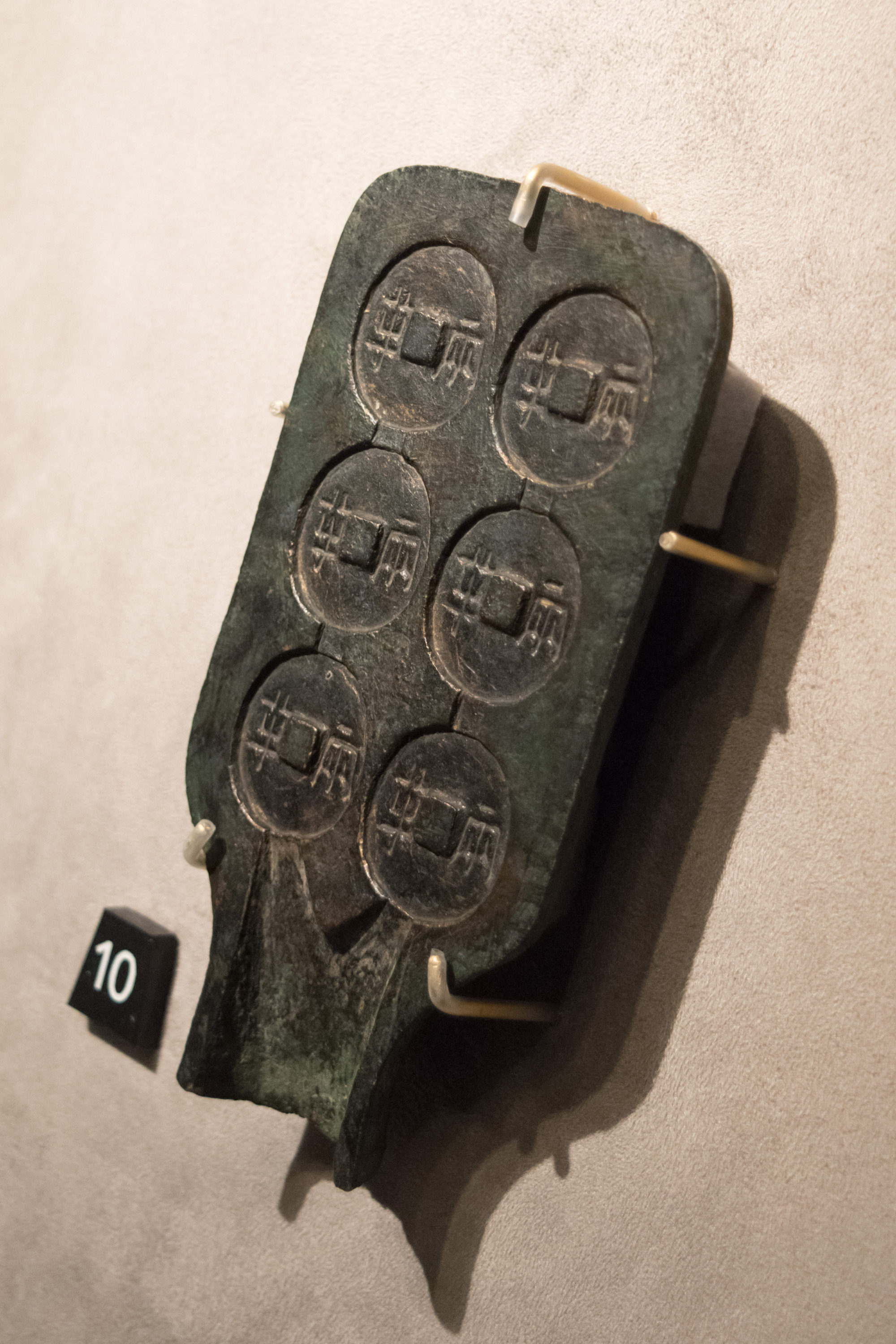
قالب برونزي لسك عملات بانليانغ ، فترة الدول المتحاربة (ق. 475221 قبل الميلاد)، ولاية تشين، من حفريات في مقاطعة تشيشان ، باوجي ، شنشي

كان البانليانغ (بالصينية: 半兩؛ البينيين: bànliǎng) أول عملة موحدة في تاريخ الإمبراطورية الصينية، حيث سُكَّت لأول مرة في وقت مبكر من عام 378 قبل الميلاد وقدمها الإمبراطور الأول تشين شي هوانغ حوالي عام 210 قبل الميلاد  (على الرغم من أن العملات المعدنية التي تحمل هذا النقش كانت متداولة بالفعل في ولاية تشين قبل التوحيد). لقد كان دائريًا مع وجود ثقب مربع في المنتصف. قبل ذلك التاريخ، كانت تستخدم مجموعة متنوعة من العملات المعدنية في الصين، وعادة ما تكون في شكل شفرات ( عملة السكين ، عملة المجرفة ) أو أدوات أخرى، على الرغم من أن العملات المعدنية المستديرة ذات الثقوب المربعة كانت تستخدم من قبل ولاية تشو قبل أن تنقرض بواسطة تشين في عام 249 قبل الميلاد.
يتوافق البانليانغ مع نصف تايل (半兩)، أو اثني عشر تشو (銖، حوالي 0.68 جرام). يتراوح وزنه عادة بين عشرة إلى ستة جرامات، وهو ما يتوافق تقريبًا مع وزن الستاتر اليوناني.
كان توحيد العملة بهذه العملة المستديرة جزءًا من خطة أوسع لتوحيد الأوزان والمقاييس خلال إمبراطورية تشين.   استمر استخدام عملات بانليانغ في عهد أسرة هان الغربية حتى اُستُبدِلَت أخيرًا بعملات وو تشو النقدية في عام 118 قبل الميلاد.

## تاريخ

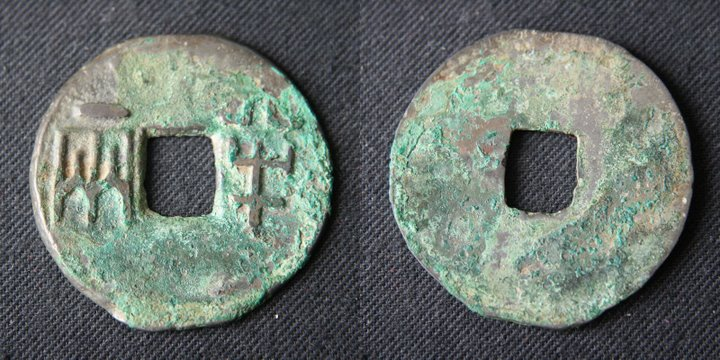
عملة كاش بانليانغ صُكَّت في حكم الإمبراطورة بو خلال عهد أسرة هان الغربية.

### دولة تشين
عملات بان ليانغ تعود إلى ما قبل الإمبراطورية الصينية، وقد صُكّت في الأصل خلال فترة الدول المتحاربة من قبل دولة تشين ؛ وقد تم تداول هذه العملات جنبًا إلى جنب مع النقود القماشية.   كانت عملات دولة تشين تحمل الأحرف الصينية "Zhu zhong yi liang"، والتي ربما كانت نوعًا من رقم الدفعة، في حين أن عملات دولة تشين المبكرة الأخرى كانت تزن نصف تايل أو zī واحد، وهو ما يعادل ستة تشو. تميل العملات المعدنية من فئة 1 تايل إلى أن يكون لها ثقب مركزي دائري، والعملات المعدنية من فئة نصف تايل يكون لها ثقب مربع. كان الجانب الخلفي لجميع هذه العملات المعدنية المبكرة فارغًا. 
عادةً ما يبلغ قطر عملات بان ليانغ النقدية من فترة الدول المتحاربة ما بين 32 و34 مليمترًا ووزنها 8 جرام.  تحتوي عملات بان ليانغ النقدية التي أنتجتها دولة تشين على ثقوب مركزية مستطيلة، على عكس العملات النقدية اللاحقة التي تحتوي على ثقوب مربعة والعديد من عملات هوانكيان السابقة التي تحتوي على ثقوب مستديرة. 
كانت عملات بان ليانغ النقدية خلال هذه الحقبة تُصب في قوالب مكونة من قطعتين (錢范؛钱范؛) ويمكن لهذه القوالب إنتاج 6 عملات نقدية في المرة الواحدة.  تركت طريقة الصب هذه مجرى واحدًا فقط على العملات المعدنية. 
تحتوي عملات بان ليانغ النقدية في عهد دولة تشين بشكل عام على نقوش مكتوبة بخط ختم صغير، مع عدد صغير بخط ختم كبير.  الحروف الموجودة على عملات بان ليانغ النقدية لدولة تشين مستطيلة رأسياً والخط الأفقي العلوي لـ "ليانغ" (兩) الحرف قصير.  تطورت كتابة الختم بشكل أكبر على مر القرون، وأصبح الخط الأفقي العلوي أطول كما هو الحال في عملات بان ليانغ النقدية المنتجة خلال فترة أسرة هان. 

### سلالة تشين
غزا الإمبراطور تشين شي هوانغ "الدول المتحاربة" المختلفة ووحد الصين في عام 221 قبل الميلاد مشكلاً سلالة تشين.  من أجل تعزيز القوة المركزية لسلالة تشين الجديدة، شرع تشين شي هوانغ في توحيد النصوص والأوزان والمقاييس المختلفة التي كانت موجودة بين الدول المختلفة.  من أجل مركزية وتوحيد النظام النقدي الصيني، ألغى تشين شي هوانغ أشكال النقود الموجودة.  ثم نص على أن النظام النقدي الجديد لسلالة تشين سوف يتكون من نظام من مستويين مع شكل "أعلى" من العملة (上幣) مصنوعة من الذهب وشكل "أدنى" من العملة (下幣) مصنوعة من البرونز، والتي كانت بان ليانغ. 
قُدِّمَت عملة بان ليانغ النقدية في عهد أسرة تشين كوسيلة لتوحيد جميع أشكال العملة وكان اسمها يعكس هذا حيث كانت تزن دائمًا نصف تايل؛ كانت هذه العملات مصنوعة في الغالب من البرونز، على الرغم من وجود نوع فضي مختلف من بان ليانغ.   وفقًا للمعيار "الأوزان والمقاييس" (度量衡) من تشين، كان التايل الواحد يعادل 24 تشو (ما يعادل حوالي 14.4 جرامًا).  وبالتالي فإن عملة "بان ليانغ" النقدية، والتي تعني "نصف ليانغ" أو "نصف تايل"، يبلغ وزنها حوالي 7.2 جرام.  قدمت عملات بان ليانغ النقدية تقليد ربط العملات المعدنية معًا بحبل من أجل الراحة ؛ وكان هذا بسبب شكلها الدائري مع وجود ثقب مربع، وهو الأمر الذي استمرت العملات الصينية المستقبلية في القيام به حتى الأيام الأولى لجمهورية الصين في عشرينيات القرن العشرين بعد الميلاد. 
جميع النقوش المكتوبة على عملات بان ليانغ النقدية في عهد أسرة تشين مكتوبة بخط الختم بأحرف طويلة وضيقة مكتوبة بأسلوب الكتابة اليدوية البدائية.  كانت العملات النقدية المبكرة في بان ليانغ تميل إلى عدم الانتهاء بشكل جيد، وعلاوة على ذلك كانت هذه العملات تميل إلى ألّا تكون مستديرة تمامًا حيث لم تكن حوافها ناعمة في كثير من الأحيان.

### سلالة هان
خلال عهد أسرة هان، استمر إنتاج عملات بان ليانغ، ولكن العملة الذهبية التي أنشئت في عهد أسرة تشين تحولت من قياسها بالتايل إلى قياسها بـ"جين" (斤)، مما جعل قيمة العملة الذهبية الواحدة المقومة بجين تبلغ حوالي 10000 عملة بان ليانغ.  وبما أن عامة الناس وجدوا صعوبة في استخدام عملات بان ليانغ الثقيلة، فقد سمحت حكومة هان بالإنتاج الخاص لعملات بان ليانغ الأصغر حجمًا والمعروفة باسم عملات بان ليانغ "بذور الدردار" (榆莢).  كان تصميم عملات بان ليانغ يتغير أيضًا حيث أضافت سلالة هان لاحقًا حوافًا بينما كانت جميع إصدارات سلالة تشين بدون حواف. 
في عام 186 قبل الميلاد، أو السنة الخامسة للإمبراطورة لو، حددت الحكومة رسميًا وزن بان ليانغ عند 8 تشو، وكُتِبَ النقش الآن بالخط الكتابي. 
في عام 182 قبل الميلاد، أو السنة السادسة للإمبراطورة لو، بدأت حكومة أسرة هان في صب عملات بان ليانغ النقدية التي يبلغ وزنها 2.4 تشو.  كانت هذه العملات النقدية يبلغ قطرها حوالي 20 مليمترًا فقط، وكانت تتميز بفتحة مركزية مربعة كبيرة.  نظرًا لأنها في الواقع كانت تساوي خُمس عملة بان ليانغ السابقة فقط، يُشار إليها عادةً باسم "عملات بان ليانغ النقدية المكونة من 5 أجزاء" (五分半兩錢). 
في عام 175 قبل الميلاد، أو السنة الخامسة للإمبراطور ون، حددت حكومة أسرة هان وزن عملات بان ليانغ النقدية بـ 4 تشو.  عادةً ما يكون قطر هذه العملات النقدية ما بين 23 و25 مليمترًا ويميل وزنها إلى 3 جرامات أو أقل.  تحتوي بعض العملات النقدية من فئة 4 تشو بان ليانغ على حافة خارجية، في حين أن عددًا أقل بكثير من هذا النوع من بان ليانغ يحتوي على حافة خارجية بالإضافة إلى حافة داخلية تقع حول الفتحة المركزية المربعة. 
في نهاية المطاف أدى الإنتاج الخاص للعملات المعدنية إلى اضطراب كبير في الاقتصاد مما أجبر الحكومة على إنتاج بان ليانغ أكبر؛ وفي النهاية، استمرت حكومة هان في تغيير حجم ووزن بان ليانغ الذي كان يزن 2.4 تشو إلى 4 تشو.  في عام 119 قبل الميلاد، أمر الإمبراطور وو بإلغاء عملات بان ليانغ لصالح عملات " سان تشو " النقدية (三銖)، والتي حلت محلها سلسلة عملات " وو تشو " (五銖) في عام 118 قبل الميلاد.  وعلى الرغم من استبدالها بعملات نقدية تحمل نقوشًا أخرى، فإن عملة بان ليانغ استمرت في التداول في عهد أسرة هان. 

## المتغيرات
خلال فترة إنتاجها، صُبَّ العديد من أنواع عملات بان ليانغ، والتي تراوحت إلى حد كبير في الوزن والحجم، وكان بعضها يحتوي على ثقوب إضافية،  بينما ك البعض كُتِبَ الآخر بخطوط مختلفة مثل عملات أسرة هان المصبوبة في عهد الإمبراطورة لو ‏ المكتوبة بالخط العادي، أو بان ليانغ النادرة المصنوعة من الفضة في عهد أسرة تشين،  ومتغير من الحديد، ومتغير من الرصاص في عهد أسرة هان.  كما صُبَّت عملة مختلفة ذات نقش عكسي تُعرف باسم "ليانغ بان" (兩半)، وتُعرف العملات النقدية ذات النقوش العكسية باسم تشوان شينغ (傳形 ). 
خلال فترة الدول المتحاربة، كانت عملات بان ليانغ من دولة تشين تحتوي عمومًا على عملات بان ليانغ التي يبلغ وزنها 8 جرامات وقطرها بين 32 و34 مليمترًا، بينما خلال عهد أسرة تشين، كان وزن جميع عملات بان ليانغ عمومًا 6 جرامات وكان قطرها حوالي 31.7 مليمترًا. كانت عملات بان ليانغ في عهد أسرة هان أصغر عمومًا من عملات تشين بان ليانغ،  ويرجع هذا إلى أن حكومة أسرة هان كانت تغير باستمرار معايير الوزن للعملات المعدنية، وتوجد العديد من المتغيرات من تلك الحقبة.

### متغيرات سلالة هان الغربية
تتضمن متغيرات سلالة هان الغربية ما يلي: 
| الفئة                            | الوزن (بالجرام) | القطر (بالمليمتر) | معدن   | الإمبراطور      | صورة |
| -------------------------------- | --------------- | ----------------- | ------ | --------------- | ---- |
| 8 تشو بان ليانغ (八銖半兩)       | 4.8-5.3         | 26-30             | برونزي | الإمبراطورة لو ‏ |      |
| خُمس بان ليانغ (五分半兩)         | 1.5             | 20                | برونزي | الإمبراطورة لو  |      |
| بان ليانغ عين الثعبان (蛇目半兩) | 2.7             | 23.4              | برونزي | الإمبراطورة لو  |      |
| 4 تشو بان ليانغ (四銖半兩)       | ≤3              | 23-25             | برونزي | الإمبراطور ون ‏  |      |
| 4 تشو بان ليانغ (四銖半兩)       | 3.5             | 23.5              | يقود   | الإمبراطور ون   |      |

### عملات بان ليانغ النقدية الفضية
خلال الخمسينيات من القرن العشرين، اُكتُشِفَ عدد من عملات بان ليانغ النقدية في موقع ما بالقرب من مدينة شيآن، شنشي.  ومن بين العملات النقدية المكتشفة كانت هناك عينة فضية ملحوظة، هذه العملة النقدية يبلغ قطرها 66 ملم، وسمكها 7 ملم، ووزنها 96.15 جرام، مقارنة بمعظم العملات النقدية لولاية تشين بان ليانغ المصنوعة من البرونز والتي يبلغ قطرها عادة ما بين 32 و34 ملم وتزن 8 جرام فقط. 
حصل ما دينغشيانغ (马定祥؛馬定祥؛) على هذه العملة النقدية الفضية من بان ليانغ، وهو شخص معروف بكونه أحد أشهر جامعي العملات الصينية في القرن العشرين. كان ما دينغشيانغ قد حصل على هذه العينة من صديق وزميل متخصص في علم العملات في مدينة شيآن.  هذه هي العينة الوحيدة المعروفة من هذا النوع من العملات وقد بيعت في مزاد عام 2011 بما يعادل 334,103 دولار (أو 2,070,000 يوان ). 
من بين أولئك الذين أتيحت لهم الفرصة للإعجاب بعملة بان ليانغ النقدية الفضية خلال حياة ما دينغشيانغ، كان هناك بعض علماء العملات الصينيين المشهورين والبارزين في ذلك الوقت، بما في ذلك Luo Bozhao (罗伯昭;羅伯昭; )، و Sun Ding (孙鼎;孫鼎; )، و Li Weixian (李伟先;李偉先; ). 
كتب Guān Hànhēng (关汉亨; 關漢亨) في كتابه Bàn liigng huò bì tú shuō (半两货币图说; 半兩貨幣圖說)، بعد فحص الصور الفوتوغرافية المعروفة وفرك هذه النقود الفضية الفريدة من نوعها بعناية من الواضح أن هذه العينة قد دُفنت منذ حوالي ألفي عام بسبب الأكسدة ووجودها على العملة النقدية، بالإضافة إلى بعض الشقوق الطفيفة على ظهرها والتي يدعي أنه لا يمكن إضافتها بشكل مصطنع. علاوة على ذلك، يضيف جوان هين هينج أنه على الرغم من استمرار إنتاج عملات بان ليانغ النقدية في أوائل عهد أسرة هان، إلا أنه يلاحظ أنه بسبب الطريقة التي صُبَّت بها، يجب أن تكون قد أُنشِئَت خلال فترة الدول المتحاربة لأن العينة بها مجرى واحد فقط وكان من الممكن صبها باستخدام قالب من قطعتين. يبلغ مجرى هذه العينة 17 ملم ويقع في أسفل العملة، مما يعني أنه يجب أن يكون أحد العملات النقدية الموجودة في الجزء العلوي من قالب الصب. سبب آخر لاحتمالية أن تكون عملة بان ليانغ الفضية هذه قد صُبَّت بواسطة دولة تشين هو أن شكلها ومظهرها يتوافقان مع عملات بان ليانغ النقدية من تلك الفترة الزمنية، على سبيل المثال، ثقبها المركزي على شكل مستطيل بدلاً من المربع كما كانت القاعدة خلال فترة هان، والخطوط الأفقية العلوية والسفلية لهذه العينة لها زوايا منحنية أيضًا نموذجية لـ تشين بان ليانغ.

### الوظائف المحتملة للنسخة الفضية
- قد يكون من الممكن أن تكون هذه العملة النقدية الفضية من بان ليانغ قد صُنعت لتكون بمثابة وزن رسمي يُستخدم مع الميزان لتأكيد أن 14 عملة نقدية عادية من بان ليانغ ستفي بالفعل بالوزن المطلوب وهو حوالي 100 جرام (100/14 = 7.14). [5] في حين أن هذه العملة الفضية تزن اليوم 96.15 جرامًا، فقد يكون وزنها أقرب إلى 100 جرام عندما صُبَّت، ولكن ربما فقدت العملة بعضًا من وزنها بسبب التآكل والأكسدة. [5] كان الوزن الأصلي المقترح يعادل 14 عملة نقدية حكومية ذات وزن قياسي. [5] من المحتمل تمامًا أن يكون وزن العملة الرسمي مثل هذا قد صُبَّ من الفضة للإشارة إلى أهميته. [5]
- يقترح جوان هان هينج أن هذه العملة الفضية ربما كانت إصدارًا تذكاريًا . [5] يزعم جوان أن هناك حدثين مهمين وقعا خلال العصر المبكر لأسرة تشين ربما أدى إلى إصدار عملة تذكارية. [5] حدث الحدث الأول الذي اقترحه جوان هان هينج في عام 336 قبل الميلاد، وهو العام الثاني من حكم الملك هوي وين من تشين[الإنجليزية] والعام الأول الذي أُصدِرَت فيه عملات بان ليانغ النقدية على الإطلاق. [5] والحدث الثاني الذي اقترحه جوان هان هينج والذي ربما ألهم إصدار العملات التذكارية كان توحيد الصين تحت حكم الإمبراطور تشين شي هوانج في عام 221 قبل الميلاد وتأسيس سلالة تشين. [5] ومع ذلك، لم تذكر أي سجلات تاريخية معروفة على الإطلاق أن الإمبراطور تشين شي هوانغ أمر بصب أي نوع من العملات النقدية التذكارية الخاصة ببان ليانغ للاحتفال بهذه المناسبة. [5] نظرًا لعدم احتمالية أن تكون قد صُبَّت لإحياء ذكرى تأسيس سلالة تشين وحقيقة أن ما دينغشيانغ خلال كل السنوات التي امتلك فيها عملة بان ليانغ الفضية النقدية لم يقترح شخصيًا أو يطرح أنها قد تكون قد صُبَّت كإصدار تذكاري، يفترض جوان هان هينج أنه من المرجح أن تكون قد صدرت في عام 336 قبل الميلاد. [5] علاوة على ذلك، تجدر الإشارة إلى أنه على مدار التاريخ الصيني، عندما بدأ عهد إمبراطوري جديد أو تأسست سلالة جديدة، أو أُنشِئَ دار سك عملة حكومية جديدة، كانت هناك عملة نقدية تذكارية خاصة (開爐錢) غالبًا ما تُنتج للاحتفال بهذه المناسبة. [5] كانت هذه العملات النقدية التذكارية تميل إلى أن تكون أكبر حجمًا من العملات النقدية العادية، وكانت غالبًا مصنوعة بشكل جيد للغاية وكانت مصنوعة من سبائك معدنية جيدة جدًا. [5]

### عملات كاش بان ليانغ "الثقوب المحفورة"
اُكتُشِفَت بعض عملات كاش بان ليانغ والتي تحتوي على ثقوب محفورة، وبعض هذه العملات النقدية تحتوي على ثقب إضافي واحد فقط محفور فيها بينما تحتوي العملات الأخرى على ثقبين.  وُثِّقَت عملات الكاش هذه لأول مرة في المجلد الأول طبعة 2010 من "علم العملات الصينية" (中国钱币;中國錢幣;)، والذي يحتوي على مقال بعنوان "محافظة تشانغجياتشوان تستخرج عملات بان ليانغ "بحفرة مثقوبة ".  في هذه المقالة يشرح المؤلف أنه في صيف عام 2006 اشترى حوالي مائتي قطعة نقدية نقدية من بان ليانغ تم اكتشافها واستخراجها مؤخرًا.  نُقّب عن هذه عملات الكاش هذه في مقاطعة تشانغجياشوان هوي ذاتية الحكم بمقاطعة قانسو الواقعة في شمال غرب الصين .  كانت عملات كاش بان ليانغ هذه جديرة بالملاحظة إلى حد كبير لأنها لم تُوَثَّق في أي أدبيات نقدية صينية سابقة. 
وفقًا لمؤلف المقال، فإن هذه العملات "المثقوبة" من بان ليانغ أُنتِجَت بواسطة دولة تشين في مكان ما حول منتصف إلى نهاية فترة الممالك المتحاربة.  توجد هذه "الثقوب المحفورة" في الغالب خارج المناطق التي توجد بها الأحرف الصينية، ويفترض مؤلفو مقال عام 2010 أنها حُفِرَت فيها بعد صبها بالفعل، مما يعني أن هذه الثقوب لم تكن نتيجة لعملية تصنيع رديئة. 
وفقًا لمؤلف مقال عام 2010، لم يكن من المفترض استخدام عملات بان ليانغ النقدية هذه كزينة أو قلادة لأن الوضع غير الملائم خارج المركز لهذه الثقوب الإضافية المحفورة، حيث أنه لن يسمح بتعليق العملة النقدية بشكل صحيح. 
تتراوح عملات بان ليانغ النقدية "المثقوبة" في القطر من 23 إلى 33 مليمترًا وفي الوزن من 1 جرام إلى 8 جرامات. 

### عملات نقدية خاصة من بان ليانغ
خلال فترة حكم أسرة هان المبكرة (200-180 قبل الميلاد)، أمر الإمبراطور الأغنياء والأقوياء بصك عملات بان ليانغ النقدية بشكل خاص.  تميل عملات الكاش هذه، المنتجة بشكل خاص، إلى أن تكون صغيرة الحجم وخفيفة الوزن، ويشار إليها باسم "عملات كاش بان ليانغ من بذور الدردار" (榆荚半兩錢 ).  كانت بعض هذه العملات صغيرة الحجم حيث يصل قطرها إلى 10 ملليمترات وتزن حوالي 0.4 جرام فقط. 
بعض العملات النقدية الخاصة من بان ليانغ كانت تحمل الأحرف الصينية التي تعني "عشرين" (二十) ) مغروسة أو محفورة فوق فتحة المركز المربع.  التكهنات الحالية حول هذا البديل هي أن أرقامًا مثل هذه لا تشير في الواقع إلى "قيمة" (أو فئة) العملة النقدية، ولكن هذه الأرقام تشير إلى "كمية" أو "قياس" غير معروف حتى الآن. 
دينغ تونغ (鄧通) كان رجل أعمال ثريًا وكانت له علاقة شخصية وثيقة مع الإمبراطور ون ‏ من أسرة هان.  خلال فترة ثلاث سنوات، سمح الإمبراطور وين لدينج تونج بإنتاج عملات كاش بان ليانج بشكل خاص.  من أجل التمييز بين عملاته النقدية والعملات التي سُكَّت رسميًا من قبل الحكومة الإمبراطورية، أضاف دينج تونج معدنًا إضافيًا فوق وتحت الثقب المركزي المربع لهذه العملات النقدية من بان ليانج.  نظرًا لوجود "مزيد" من المعدن (أو القيمة)، كان يُعتقد أن هذه العملات النقدية الخاصة التي صنعها دينج تونج من بان ليانج تجلب "سعادة" أكبر (多福). 

### عملات نقدية من آيرون بان ليانغ
من المحتمل أن الصين بدأت لأول مرة في استخدام العملات النقدية الحديدية (鐡錢؛) خلال عهد أسرة هان الغربية، وقد اُستُنتِجَ ذلك بعد اكتشاف عدد من العملات النقدية الحديدية من عصر بان ليانغ في مقابر عصر هان الغربي في مدينتي هينغيانغ وتشانغشا في خونان بين عامي 1955 و1959.   كما اُكتُشِفَت عينات أخرى من العملات النقدية الحديدية من نوع بان ليانغ في مقاطعة سيتشوان. 

## علم العملات
تاريخيًا كانت عملات بان ليانغ نادرة جدًا في مجتمع علم العملات، ولكن نظرًا لأن العديد منها اُستُخرِجَت وصُدِّرَت من الصين في التسعينيات فقد أصبحت شائعة للغاية اليوم مع انخفاض أسعارها بشكل كبير نتيجة لذلك.